# 清通鉴
《清通鉴》 由戴逸、李文海主编，1999年由山西人民出版社出版，按照《资治通鉴》体例编写的一部编年体清史。本书的面世使中国古代的“通鉴体”编年史系列终成完璧。本书由戴逸编撰，上起明神宗万历十一年（1583年），下迄清溥仪宣统三年（1911年），共三百二十八年，二十二册，其中附录两册。

## 成书
宋朝司马光开创通鉴体例，继此之后，北宋刘恕撰《资治通鉴外纪》，南宋李焘撰《续资治通鉴长编》，清代毕沅撰《续资治通鉴》，夏燮撰《明通鉴》，而却一直缺少清代历史。
按中國史学传统，往往是后继政权为前朝修史，民国政府在大陸地區短暂的38年統治期间，没有也不可能完成清史的编纂任务。中华人民共和国成立后不久，毛泽东、董必武等党和国家领导人就提出了新中国要完成“隔代修史”的任务。
《清通鉴》用浅易文言书写成，文风力求简明扼要。所谓简明，即文字简练，干净，不艰涩，不枝蔓，眉目清楚，尽可能生动；所谓扼要，即分清主次，抓住要害，不东拉西扯，让人读后不知所云。全书文字风格虽大体定位在“浅易文言”，由于时代不同、史料不同以及作者主观条件不同，可能会有，也允许存在文风上稍许差异，特别是鸦片战争以后各朝。

## 内容
- 《清通鉴（1） 明万历十一年起 太宗天聪四年止》
- 《清通鉴（2） 太宗天聪五年起 世祖顺治五年止》
- 《清通鉴（3） 世祖顺治六年起 世祖顺治十八年止》
- 《清通鉴（4） 圣祖康熙元年起 圣祖康熙二十二年止》
- 《清通鉴（5） 圣祖康熙二十三年起 圣祖康熙四十五年止》
- 《清通鉴（6） 圣祖康熙四十六年起 世宗雍正元年止》
- 《清通鉴（7） 世宗雍正二年起 世宗雍正十二年止》
- 《清通鉴（8） 世宗雍正十三年起 高宗乾隆十五年止》
- 《清通鉴（9） 高宗乾隆十六年起 高宗乾隆三十三年止》
- 《清通鉴（10） 高宗乾隆三十四年起 高宗乾隆五十二年止》
- 《清通鉴（11） 高宗乾隆五十三年起 仁宗嘉庆八年止》
- 《清通鉴（12） 仁宗嘉庆九年起 宣宗道光元年止》
- 《清通鉴（13） 宣宗道光二年起 宣宗道光二十一年止》
- 《清通鉴（14） 宣宗道光二十二年起 文宗咸丰四年止》
- 《清通鉴（15） 文宗咸丰五年起 穆宗同治二年止》
- 《清通鉴（16） 穆宗同治三年起 穆宗同治十二年止》
- 《清通鉴（17） 穆宗同治十三年起 德宗光绪十年止》
- 《清通鉴（18） 德宗光绪十一年起 德宗光绪二十年止》
- 《清通鉴（19） 德宗光绪二十一年起 德宗光绪二十七年止》
- 《清通鉴（20） 德宗光绪二十八年起 宣统三年止》